# Арним (род)
Арним (на немски: Arnim) e много стара маркбранденбургска благородническа фамилия. За пръв път е спомената с AdalAlardus de Arnim през 1204 г. от замъка към Арнебург, близо до Щтендал (Stendal), в гората източно към Елба.
Пресичането на Елба е владяно от Арнебург, който през времето на Асканите е важна гранична крепост против славяните. На него се нарича Албрехт Мечката († 18 ноември 1170) „граф на Арнебург“.
Първият Арним, който е доказан с документ от 1204 г., e Алардус дьо Арнем, от замъка Арнебург. През следващите векове фамилията се намира североизточно от Берлин.
Линията на графовете от Арним-Бойценбург е от 12 октомври 1854 г. до революцията през 1918 г. седи като наследствен член в първата камера Пруския господарски Дом (Preußisches Herrenhaus) на парламента.

## Известни
- Ханс Георг фон Арним-Бойценбург (1583 – 1641), генерал и държавник
- Ахим фон Арним (1781 – 1831), поет
- Бетина фон Арним (1785 – 1859; род. Брентано), писателка
- Адолф фон Арним-Бойценбург (1803 – 1868), пруски вътрешен министър и министър президент
- Гизела фон Арним (1827 – 1889), писателка, дъщеря на Бетина фон Арним, по-късно омъжена за Херман Грим
- Бернд фон Арним-Кривен (1850 – 1939), пруски министер на земеделието
- Каролина фон Арним, род. графиня фон Бисмарк-Болен (1851 – 1912), немска писателка (псевдоним К. фон дер Линде)
- Елизабет фон Арним (1866 – 1941), всъщност Мари Анете графиня фон Арним, род. Бокамп, писателка
- София графиня фон Арним, род. графиня и едле господарка ф. д. Липе-Вайсенфелд (1876 – 1949), писателка
- Бригита фон Арним (1905 – 1965), писателка
- Клара фон Арним (1909 – 2009), авторка (Der grüne Baum des Lebens)